# Zaręby Kościelne
Zaręby Kościelne – wieś sołecka w Polsce położona w województwie mazowieckim, w powiecie ostrowskim, w gminie Zaręby Kościelne.
Miejscowość, leżąca nad rzeką Brok (dopływ Bugu), jest siedzibą gminy Zaręby Kościelne.
Wieść jest siedzibą parafii św. Stanisława Biskupa i Męczennika. W strukturze kościoła rzymskokatolickiego parafia należy do metropolii białostockiej, diecezji łomżyńskiej, dekanatu Ostrów Mazowiecka – Wniebowzięcia NMP.
Zaręby Kościelne leżą w dawnej ziemi nurskiej na historycznym Mazowszu.

## Historia
Początki wsi sięgają roku 1410, kiedy to rycerz Świętosław z Zarembina, otrzymał od księcia Janusza I 20 włók ziemi nad rzeką Brok – powstała wtedy wsie Borkowo i Zarębino, przy czym Borkowo dało początek dzisiejszym Zarębom Kościelnym. W 1430 powstał tu pierwszy kościół, w 1449 powstała parafia Zareby Kościelne. Pierwszy kościół, który spłonął w 1462, został odbudowany w 1512.
W 1680 r. w Zarębach istniała szkoła żydowska, wyznaczono też miejsce na kirkut. Na początku XVIII wieku miejscowość otoczona była przez liczne zaścianki szlacheckie i nabrała charakteru miasteczka z uwagi na oddalenie od większych skupisk miejskich. Dzięki staraniom Szymona Zaremby, sędziego ziemskiego sieradzkiego, w 1761 sprowadzili się tu Franciszkanie reformaci, którzy w latach 1765–1774 wznieśli tutaj kościół i klasztor. Kościół konsekrowano w 1792 r. Po III rozbiorze Polski w 1795 miejscowość znalazła się w zaborze pruskim, a w latach 1807–1815 w granicach Księstwa Warszawskiego, a później w Królestwie Kongresowym.

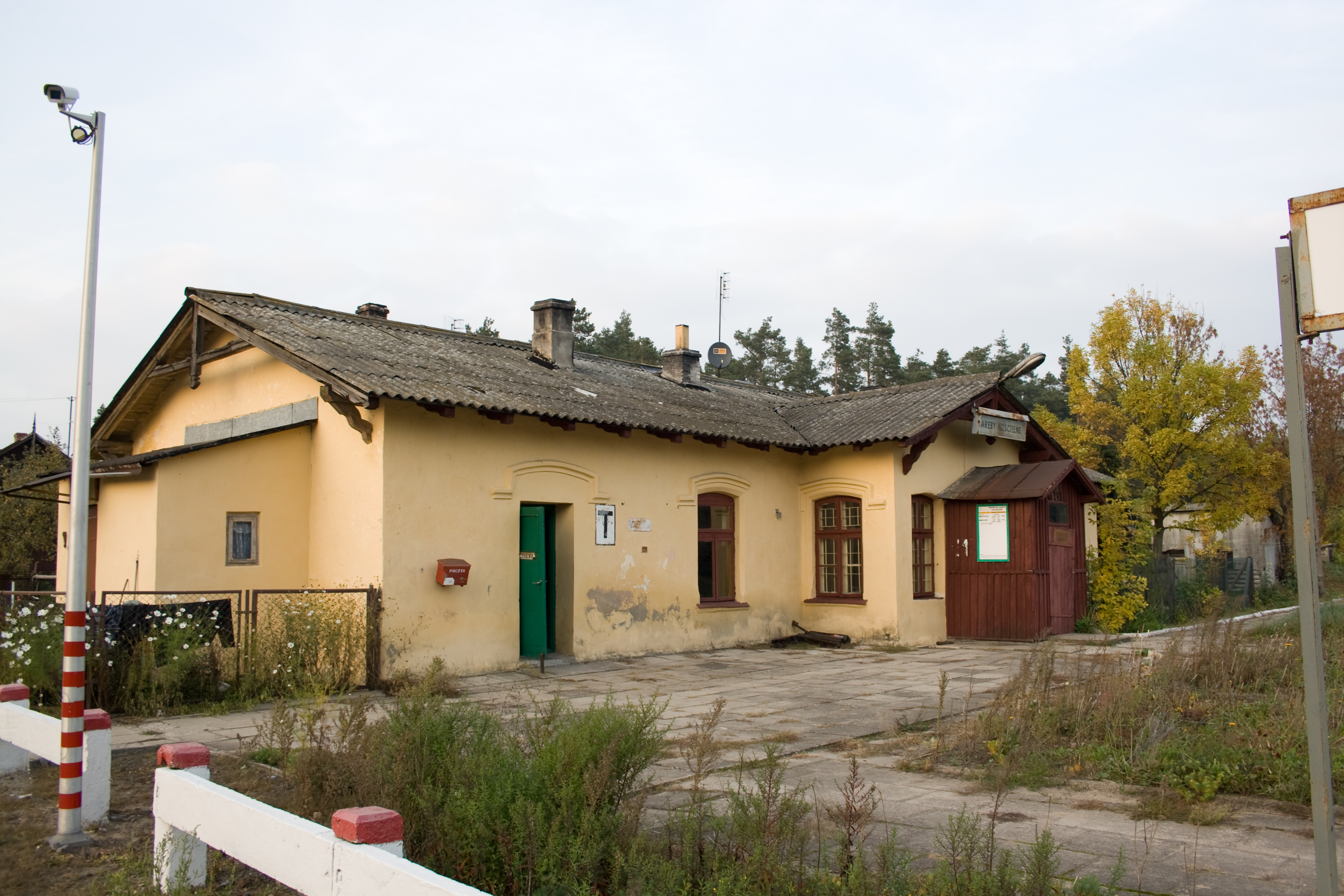
Budynek przystanku kolejowego

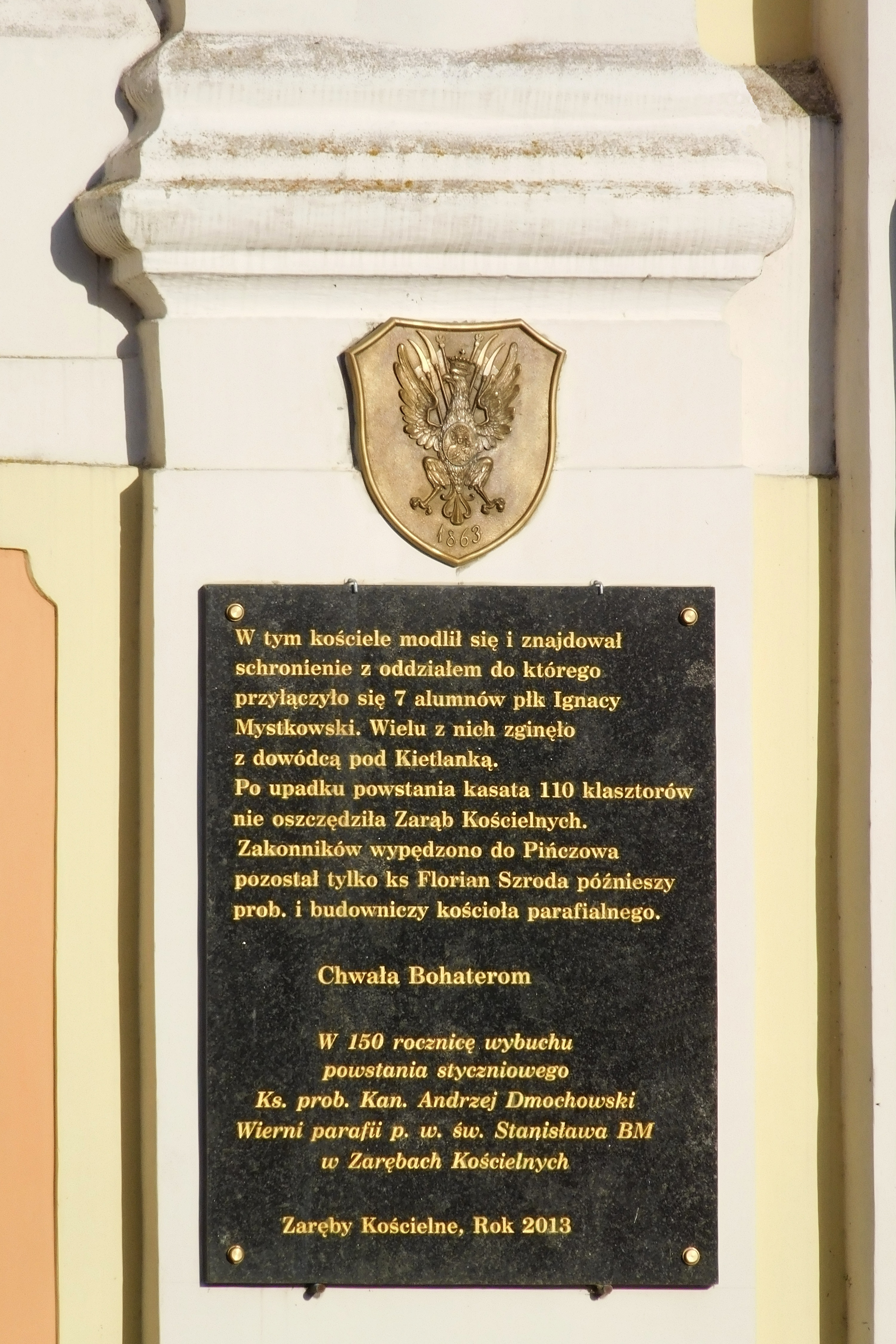
Tablica upamiętniająca 150. lecie powstania styczniowego

W 1862 r. o 3 km od miejscowości poprowadzono linię kolejową warszawsko-petersburską, co wpłynęło na ożywienie gospodarcze regionu. Rozwinął się tu głównie przemysł drzewny. Wskutek represji władz zaborczych po powstaniu styczniowym nastąpiła w 1866 likwidacja zakonu. Zakonnicy zostali wywiezieni do Pińczowa, kościół klasztorny zamieniony na parafialny, a zbiory biblioteczne przejęło Seminarium Duchowne w Płocku. W 1881 spłonął stary kościół, odbudowany w latach 1882–1900. Na początku XX wieku powstały tu budynki poczty, szkoły, młyn parowy i biblioteka publiczna. W końcu XIX wieku istniały tu szkoła początkowa, sąd gminny, 2 kościoły, synagoga, 7 wiatraków, a miasteczko liczyło 968 mieszkańców.

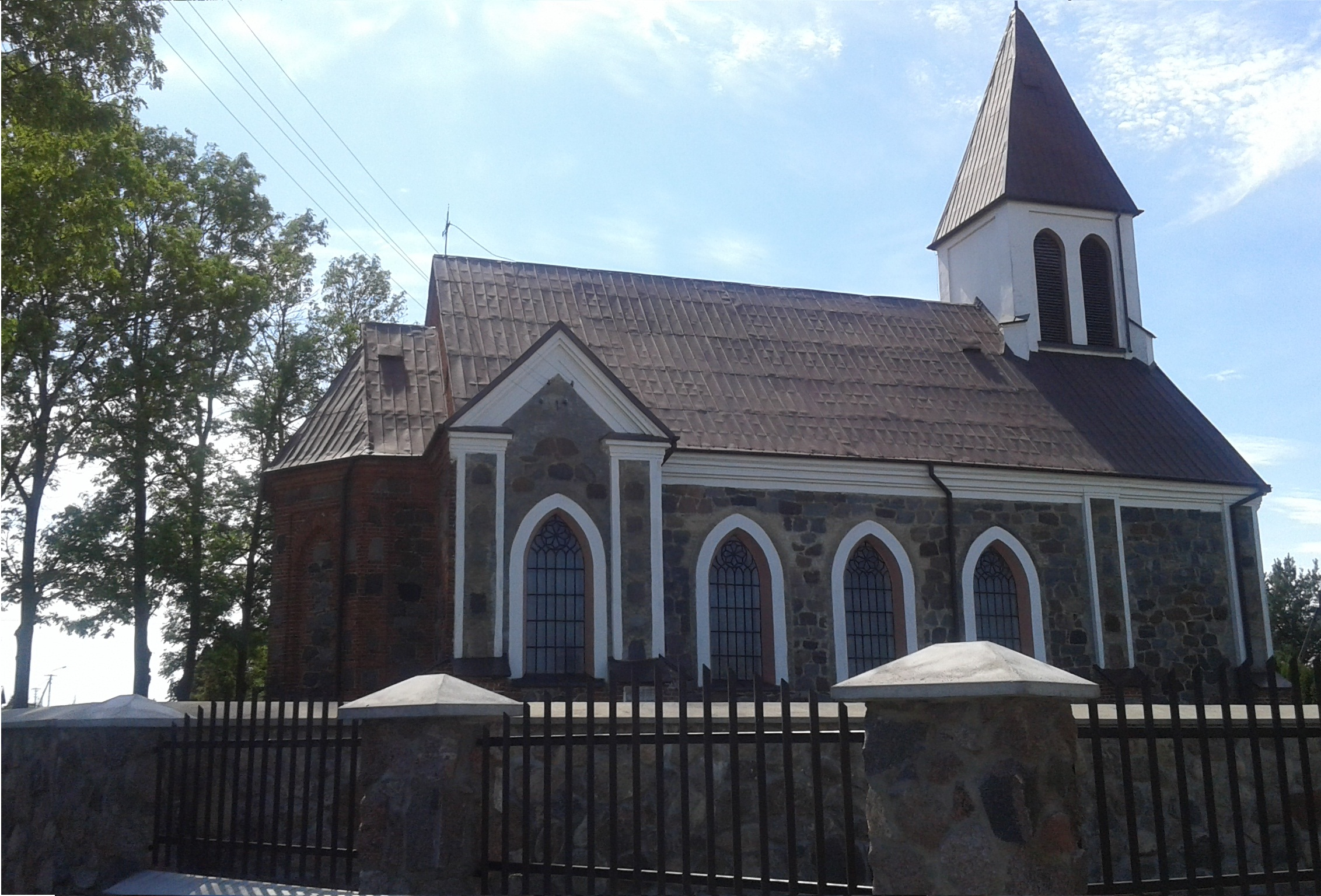
Kościół parafialny św. Stanisława

Rozwój miejscowości przerwała I wojna światowa: w sierpniu nastąpiła 1915 ewakuacja części mieszkańców w głąb Imperium Rosyjskiego i spłonęła zabudowa rynku. Do II wojny światowej koegzystowały tutaj dwie społeczności obywateli II Rzeczypospolitej: Polacy i Żydzi. Istniała tu szkoła żydowska z teatrem amatorskim. W 1929 do miejscowości przybyły siostry Westiarki zaproszone przez proboszcza do opieki nad kościołem. W latach 1929–1930 siłami mieszkańców wzniesiono przystanek kolejowy Zaręby Kościelne oraz drogę prowadzącą do niego.
14 września 1939 miejscowość zajęli Niemcy, a 24 września Sowieci na mocy ustaleń niemiecko-radzieckich. W pobliżu przebiegała granica niemiecko-radziecka, czego świadectwem są zachowane do dziś schrony. Do 22 czerwca 1941 miejscowość znajdowała się w granicach ZSRR, w tym czasie na rynku powstał pomnik Lenina. W 1940 dokonano reformy edukacji – szkoła żydowska stała się szkołą rosyjską. 22 czerwca 1941 roku radzieckie umocnienia zaatakowali Niemcy i w wyniku ostrzału zniszczeniu uległo 70% miejscowości. Niemal cała społeczność żydowska Zarąb wynosząca prawie 2 tysiące osób, została wymordowana przez Niemców w 28 września 1941 w lasach koło wsi Mianówek. 14 sierpnia 1944 roku do miejscowości wkroczyli czerwonoarmiści z 1 Frontu Białoruskiego.
W latach 1975–1998 miejscowość położona była w województwie łomżyńskim.

## Zabytki
Zaręby posiadają długą tradycję szkolnictwa i walk niepodległościowych. Interesujące obiekty: dwa kościoły – wspomniany wyżej zespół klasztorny wraz z Kościołem św. Apostoła Szymona i Judy Tadeusza oraz pochodzący z początku XX wieku, neogotycki kościół parafialny pw. św. Stanisława z obrazem Wniebowzięcia NMP.